# 73号州际公路
号州际公路（英語：Interstate）是一条南北方向的州际公路。该公路连接了北卡罗来纳州里奇蒙县和格林斯伯勒，全长82.4英里。